# NGC 6397
NGC 6397, también conocido como Caldwell 86, es un cúmulo globular en la constelación de Ara. Se encuentra a unos 7,800 años luz de la Tierra, convirtiéndolo en uno de los dos cúmulos globulares más cercanos a la Tierra (el otro es Messier 4). El grupo contiene alrededor de 400,000 estrellas, y se puede ver a simple vista bajo buenas condiciones de observación.
NGC 6397 es uno de los al menos 20 cúmulos globulares de la Vía Láctea que han sufrido un colapso del núcleo, lo que significa que el núcleo se ha contraído a una aglomeración estelar muy densa.

## Investigación astronómica

### Estimación de la edad de la Vía Láctea
En 2004, un equipo de astrónomos se centró en el grupo para estimar la edad de la Vía Láctea. El equipo estaba compuesto por Luca Pasquini, Piercarlo Bonifacio, Sofía Randich, Daniele Galli y Raffaele G. Gratton. Usaron el espectrógrafo UV-Visual Echelle del Very Large Telescope en Cerro Paranal para medir el contenido de berilio de dos estrellas en el cúmulo. Esto les permitió deducir el tiempo transcurrido entre el surgimiento de la primera generación de estrellas en toda la galaxia y la primera generación de estrellas en el grupo. Esto, sumado a la edad estimada de las estrellas en el grupo, da una estimación de la edad de la galaxia: alrededor de 13,6 mil millones de años, que es casi tan antigua como el universo mismo.

### Límite inferior de masa para las estrellas
En 2006, se publicó un estudio de NGC 6397 utilizando el Telescopio espacial Hubble que mostraba un claro límite inferior en el brillo de la población de estrellas débiles del cúmulo. Los autores deducen que esto indica un límite inferior para la masa necesaria para que las estrellas desarrollen un núcleo capaz de fusionar: aproximadamente 0,083 veces la masa del Sol.